# Campiglossa lhommei
Campiglossa lhommei är en tvåvingeart som först beskrevs av Erich Martin Hering 1936.  Campiglossa lhommei ingår i släktet Campiglossa och familjen borrflugor. Inga underarter finns listade.